# Kanton Capesterre-Belle-Eau
Kanton Capesterre-Belle-Eau (francouzsky Canton de Capesterre-Belle-Eau) je francouzský kanton v departementu Guadeloupe v regionu Guadeloupe. Byl ustaven v roce 2015 a tvoří ho část obce Capesterre-Belle-Eau.